# Семьон Челюскин
Вижте пояснителната страница за други личности с името Челюскин.
Семьон Иванович Челюскин (на руски: Семён Иванович Челюскин) е руски полярен изследовател.

## Ранни години (1700 – 1735)
Роден е около 1700 година в град Бельов (днес в Тулска област), Руска империя, в семейство на дребен помешчик. Завършва Московското училище за математически и навигационни науки и Морската академия. Зачислен е в Балтийския флот с чин подщурман през 1726 г.

## Експедиции (1735 – 1742)
През 1735 г. участва във Втората камчатска експедиция като щурман в плаването на Василий Прончищев и Харитон Лаптев на корабчето „Якутск“. След смъртта на Прончищев на 29 август 1736 г. Челюскин става капитан на „Якутск“ и експедицията се установява на зимуване в устието на река Оленьок. През декември завършва съставянето на картата на изследваното от Прончищев крайбрежие и обработката на събраните материали и на 14 декември с еленови впрягове се отправя за Якутск, където пристига едва на 28 юли 1737 г. В края на лятото същата година боцманът Василий Медведев докарва кораба в Якутск.
През 1739 г. лейтенант Харитон Лаптев е назначен за командир на отряда, а Челюскин за негов заместник. След гибелта на „Якутск“ през 1740 г. изследването на северното крайбрежие продължава по суша. На 17 март 1741 г. предприема поход с 3 кучешки впряга от устието на Хатанга и към 1 юни успява да опише и изследва цялото течение на река Пясина и 500 километра от западния бряг на п-ов Таймир на север от устието на Пясина до нос Стерлегов (75º 25` с.ш.) Целият отряд зимува в Туруханск.
На 5 декември 1741 г. предприема поход от Туруханск до устието на Хатанга, като минава покрай платото Путорана и на 3 април 1742 г. се отправя на север, като изследва източния бряг на полуострова. На 8 май 1742 г. открива най-северната точка на Азия (77°43′ с. ш. 104°15′ и. д. / 77.716667° с. ш. 104.25° и. д.) – нос, наименуван впоследствие на неговото име Челюскин. Оттам изследва брега на п-ов Таймир на югозапад от носа до 76º 42` с.ш. и по Енисей на 20 юли пристига в Туруханск.
Дължината на геодезически заснетото крайбрежие от Челюскин съставлява около 1600 км, а общата дължина на неговите походи – 6300 км. По време на всички пътешествия води подробен пътен дневник, където описва маршрута и посочва измерените координати.

## Късни години (1742 – 1764)
През 1745 г. Челюскин е произведен в лейтенант. Връща се в Санкт Петербург и командва придворните яхти, но скоро е снет от тази длъжност. През 1754 г. става капитан-лейтенант, а през 1760 г., с чин капитан 3-ти ранг, излиза в оставка и скоро след това умира.

## Памет
Неговото име носят:
- нос Челюскин (77°43′22″ с. ш. 104°15′13″ и. д. / 77.722778° с. ш. 104.253611° и. д.), открито от него – най-северната континентална точка на Евразия, на полуостров Таймир;
- остров Челюскин (76°14′ с. ш. 99°06′ и. д. / 76.233333° с. ш. 99.1° и. д.), в Карско море, край северозападния бряг на п-ов Таймир;
- параход-ледоразбивач „Челюскин“.